# Grady Booch

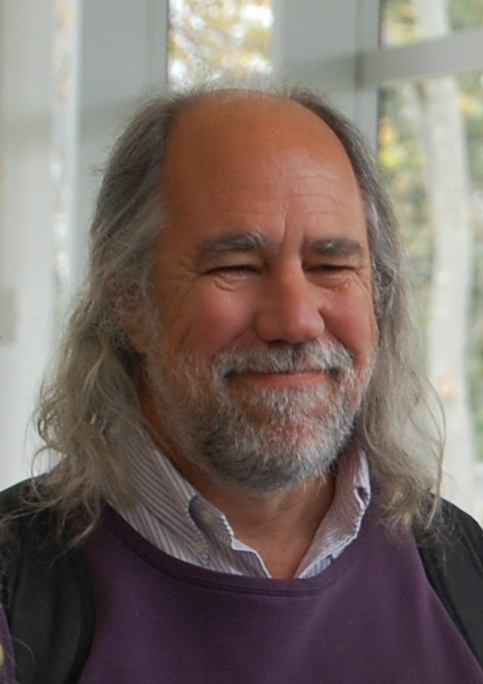
Grady Booch 2011

Grady Booch (* 27. Februar 1955 in Texas) ist ein amerikanischer Informatiker. Er gilt als Pionier auf dem Gebiet des modularen und objektorientierten Softwareentwurfs und der Klassenbibliotheken (Ada, C++). 1977 schloss er als Bachelor of Science an der United States Air Force Academy ab, 1979 erlangte er den Titel Master of Science an der University of California.
Seit 1980 ist er Chief Scientist der Firma Rational Software in Santa Clara (Kalifornien). Zusammen mit Ivar Jacobson und James Rumbaugh spricht man auch von den Drei Amigos (Begründer der Unified Modeling Language). Nach der Übernahme von Rational Software durch IBM arbeitet er bei IBM und ist seit 2003 IBM Fellow.
2016 wurde Booch mit dem Computer Pioneer Award der IEEE Computer Society ausgezeichnet.

## Booch-Notation

Beispiel in Booch-Notation

Grundlage für Boochs Mitarbeit an der Unified Modeling Language (UML) war seine eigene Notation, die durch ihre charakteristische grafische Form für Klassen auffällt. Diese Notation ist nicht mehr gebräuchlich.
Die wesentlichen Elemente dieser Notation sind Klassen und ihre Beziehungen zueinander. Klassen werden durch eine Wolke symbolisiert. In dieser Wolke steht der Name der Klasse. Abstrakte Klassen werden durch ein auf der Spitze stehendes Dreieck mit einem „A“ gekennzeichnet. Parametrisierte Klassen werden mit einem Klassennamen in einem rechteckigen Kasten erweitert. Die wichtigsten Beziehungen zwischen Klassen sind Vererbung, Eigentum (Aggregation) und Verwendung. Sie werden während der Entwurfsphase teilweise nur als einfache Assoziationen dargestellt. Der Pfeil einer Vererbungsbeziehung verläuft von der erbenden Unterklasse zur Oberklasse. Die Eigentumsbeziehung wird durch eine Linie mit ausgefülltem Kreis am Ende der aggregierenden Klasse dargestellt, bei Verwendung ist dieser Kreis nicht ausgefüllt.

## Bibliographie
- 1983 – Software Engineering with Ada
- 1987 – Software Components with Ada (inkl. Komponentenbibliothek)
- 1991/1994 – Object Oriented Design with Applications